# Александров Іван Гаврилович
Іва́н Гаври́лович Алекса́́ндров (1 листопада 1875 — †2 травня 1936) — російський радянський енергетик і гідротехнік, академік (з 1932 р.). Народився у м. Москві. Закінчив Московське інженерне училище шляхів сполучення. Член президії Держплану СРСР (з 1921 р.). Александров брав участь у складанні плану ГОЕЛРО, створив проєкт і керував будівництвом Дніпровської ГЕС у Запоріжжі (1927—1932 рр.), на той час найбільшої в Європі. Розробив проєкт залізничної супермагістралі Кривий Ріг — Запоріжжя — Гришине (Покровськ).
Александров працював  над основами генерального плану електрифікації СРСР, зокрема склав проєкти електрифікації Середньої Азії та Східного Сибіру; брав участь у створенні плану будівництва Байкало-Амурської магістралі; розробив методологію економічного районування Радянського Союзу. Автор 128 наукових праць. Нагороджений орденами Леніна та Трудового Червоного Прапора. Нагороджений орденами Леніна і Трудового Червоного Прапора.